# Maciej Gębala
Maciej Gębala (ur. 10 stycznia 1994 w Gdyni) – polski piłkarz ręczny, obrotowy, od 2018 zawodnik SC DHfK Leipzig.

## Kariera klubowa
Wychowanek Spójni Gdynia. W sezonie 2011/2012 występował w SMS-ie Gdańsk, natomiast w sezonie 2012/2013 był ponownie zawodnikiem Spójni Gdynia. W 2013 przeszedł do SC Magdeburg (trzyletni kontrakt). W sezonie 2013/2014 występował na wypożyczeniu w HC Aschersleben, dla którego zdobył w 3. lidze 64 bramki. W 2014 powrócił do Magdeburga, w barwach którego rozegrał w ciągu następnych dwóch lat 15 meczów w Bundeslidze. W sezonie 2015/2016 wystąpił również w dwóch meczach Pucharu EHF.
W lipcu 2016 przeszedł do Wisły Płock, z którą podpisał trzyletni kontrakt (informację o transferze ogłoszono w czerwcu 2015). W sezonie 2016/2017 rozegrał w Superlidze 24 mecze, w których zdobył 44 gole. Złamanie kości łódeczkowatej lewej dłoni, którego doznał podczas ćwierćfinałowego spotkania z Chrobrym Głogów, wykluczyło go jednak z gry w meczach półfinałowych i finałowych polskiej ligi. W sezonie 2016/2017 zagrał także w 13 spotkaniach Ligi Mistrzów, w których zdobył 16 bramek. W sezonie 2017/2018 wystąpił w 27 meczach polskiej ligi, w których rzucił 43 gole. Zagrał ponadto w 14 spotkaniach Ligi Mistrzów i zdobył 19 bramek. Sezon zakończył przedwcześnie, bowiem pod koniec marca 2018 w meczu Superligi z Wybrzeżem Gdańsk doznał kontuzji, która odnowiła się na początku kwietnia podczas spotkania reprezentacji Polski, wykluczając go z gry na kilka miesięcy.
W lipcu 2018 został zawodnikiem SC DHfK Leipzig (Wisła przyjęła ofertę transferową niemieckiego klubu w marcu 2018). W niemieckim zespole zadebiutował 23 sierpnia 2018 w przegranym meczu z TVB 1898 Stuttgart (26:27), a pierwszą bramkę rzucił 2 września 2018 w przegranym spotkaniu z SC Magdeburg (20:28).

## Kariera reprezentacyjna
W 2013 uczestniczył w otwartych mistrzostwach Europy U-19 w Szwecji. Występował też w reprezentacji młodzieżowej i kadrze B.
W reprezentacji Polski zadebiutował 7 listopada 2015 w meczu z Rosją (27:21), w którym zdobył jedną bramkę. W grudniu 2015 został powołany do szerokiej kadry Polski na mistrzostwa Europy w Polsce w styczniu 2016. Uczestniczył w przygotowaniach do tego turnieju, występując w meczach towarzyskich w hiszpańskim Irun. Ostatecznie nie znalazł się w 16-osobowej kadrze na mistrzostwa i z czterema innymi graczami pozostał w rezerwie. Po dwóch spotkaniach zastąpił w składzie kontuzjowanego Bartosza Jureckiego. Wystąpił w pięciu kolejnych meczach mistrzostw, w których zdobył dwie bramki.
W 2017 uczestniczył w mistrzostwach świata we Francji, podczas których zagrał w pięciu spotkaniach i zdobył jedną bramkę. W trakcie mistrzostw, ze względu na kontuzję małego palca prawej dłoni, został zastąpiony w kadrze przez bramkarza Mateusza Korneckiego.

## Życie prywatne
Brat piłkarzy ręcznych: Stanisława (ur. 1992) i Tomasza (ur. 1995).

## Statystyki

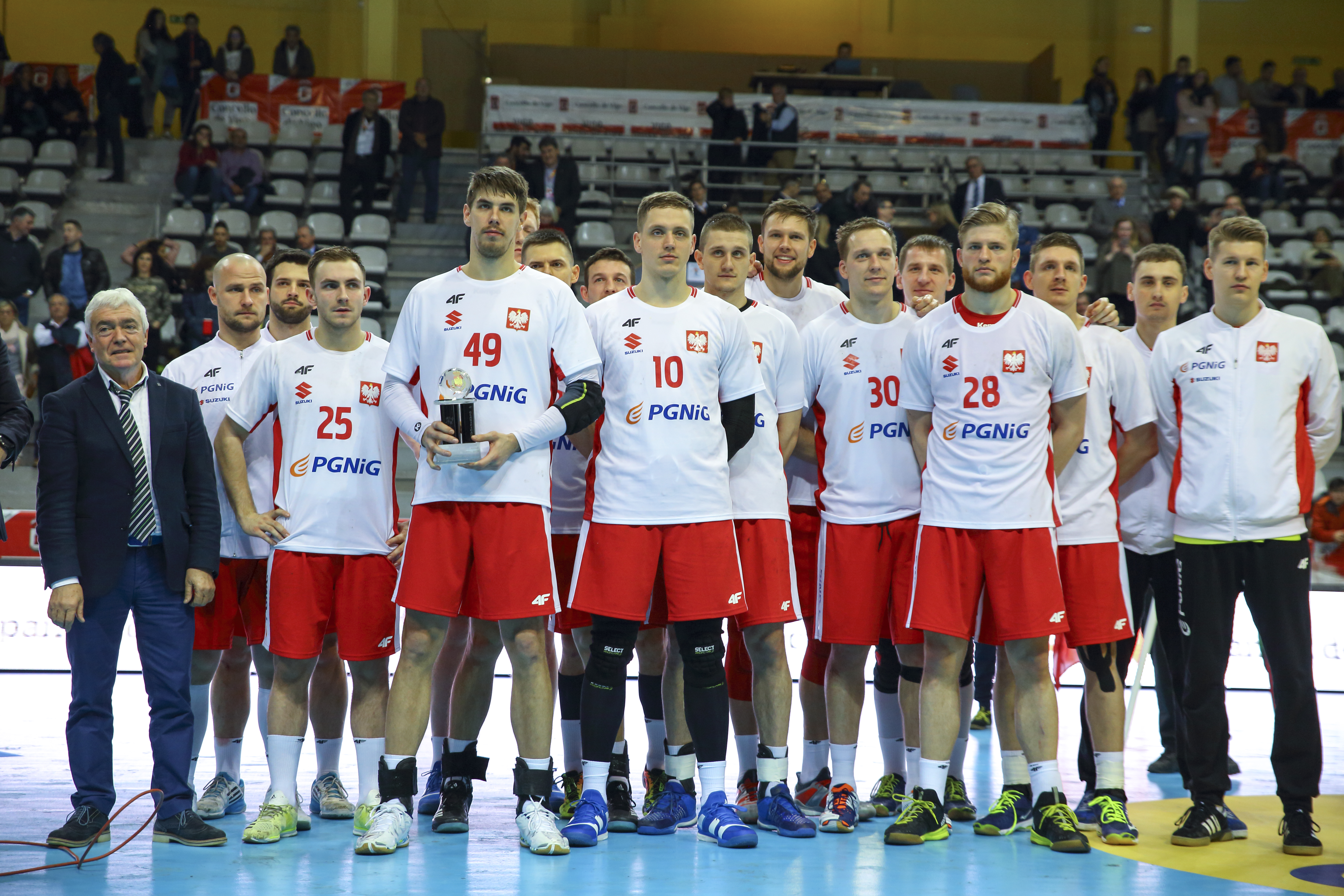
Reprezentacja Polski podczas turnieju w Hiszpanii (2018); Maciej Gębala z nr 28

| Klub                            | Sezon        | Liga         | Liga | Liga | Liga | Puchar Polski | Puchar Polski | Puchar Polski | Europejskie puchary | Europejskie puchary | Europejskie puchary | Razem | Razem | Razem |
| Klub                            | Sezon        | Liga         | M    | B    | Śr.  | M             | B             | Śr.           | M                   | B                   | Śr.                 | M     | B     | Śr.   |
| ------------------------------- | ------------ | ------------ | ---- | ---- | ---- | ------------- | ------------- | ------------- | ------------------- | ------------------- | ------------------- | ----- | ----- | ----- |
| SMS Gdańsk                      | 2011/2012    | I liga       | 19   | 14   | 0,7  | –             | –             | –             | –                   | –                   | –                   | 19    | 14    | 0,7   |
| Spójnia Gdynia                  | 2012/2013    | I liga       | 24   | 68   | 2,8  | –             | –             | –             | –                   | –                   | –                   | 24    | 68    | 2,8   |
| HC Aschersleben                 | 2013/2014    | 3. Liga      | 19   | 64   | 3,4  | –             | –             | –             | –                   | –                   | –                   | 19    | 64    | 3,4   |
| SC Magdeburg                    | 2014/2015    | Bundesliga   | 7    | 1    | 0,1  | –             | –             | –             | –                   | –                   | –                   | 7     | 1     | 0,1   |
| SC Magdeburg                    | 2015/2016    | Bundesliga   | 8    | 2    | 0,3  | –             | –             | –             | 2                   | 0                   | 0                   | 10    | 2     | 0,2   |
| SC Magdeburg                    | SC Magdeburg | SC Magdeburg | 15   | 3    | 0,2  | –             | –             | –             | 2                   | 0                   | 0                   | 17    | 3     | 0,2   |
| Wisła Płock                     | 2016/2017    | Superliga    | 24   | 44   | 1,8  | 2             | 7             | 3,5           | 13                  | 16                  | 1,2                 | 39    | 67    | 1,7   |
| Wisła Płock                     | 2017/2018    | Superliga    | 27   | 43   | 1,6  | 3             | 6             | 2             | 14                  | 19                  | 1,4                 | 44    | 68    | 1,5   |
| Wisła Płock                     | Wisła Płock  | Wisła Płock  | 51   | 87   | 1,7  | 5             | 13            | 2,6           | 27                  | 35                  | 1,3                 | 83    | 135   | 1,6   |
| Stan na koniec sezonu 2017/2018 |              |              |      |      |      |               |               |               |                     |                     |                     |       |       |       |